# إيزابيلا كاستيلو
إيزابيلا كاستيلو (بالإنجليزية: Isabella Castillo) هي مغنية مؤلفة وعارضة ومغنية وممثلة كوبية، ولدت في 23 ديسمبر 1994 في هافانا في كوبا.

## وصلات خارجية
- الموقع الرسمي
- إيزابيلا كاستيلو على موقع IMDb (الإنجليزية)
- إيزابيلا كاستيلو على موقع ألو سيني (الفرنسية)
- إيزابيلا كاستيلو على موقع أول ميوزيك (الإنجليزية)
- إيزابيلا كاستيلو على موقع قاعدة بيانات الفيلم (الإنجليزية)
- إيزابيلا كاستيلو على موقع كينوبويسك (الروسية)